# Paterson FC
Paterson FC is een voormalige Amerikaanse voetbalclub uit Paterson. De club werd opgericht in 1939 en opgeheven in 1941. De club speelde twee seizoenen in de American Soccer League.
De club is voortgekomen uit Paterson Caledonian, opgericht in 1936. De club speelde twee seizoenen in de American Soccer League. In 1939 verhuisde de club naar Trenton (New Jersey) een werd onder de naam Trenton Highlanders gespeeld. Na een seizoen ging de club terug naar Paterson en nam de naam Paterson FC aan.